# Sigmops ebelingi
Sigmops ebelingi és una espècie de peix pertanyent a la família dels gonostomàtids inofensiu per als humans.
Es troba al Pacífic occidental (el mar de Salomó, Papua Nova Guinea i Nova Zelanda) i el Pacífic oriental (Califòrnia i la Baixa Califòrnia).
Pot arribar a fer 9,7 cm de llargària màxima. 12-14 radis tous a l'aleta dorsal i 26-29 a l'anal. 43-46 vèrtebres. Es diferencia d'altres espècies estretament relacionades per tindre una distància més llarga entre les aletes ventral i anal, i, també, un nombre proporcionalment major de fotòfors al ventre i als flancs.
És ovípar amb larves i ous planctònics.
És un peix marí, mesopelàgic (entre 125-300 m durant la nit i 520-700 durant el dia) i batipelàgic que viu entre 0-2.105 m de fondària.